# Amblyopone pluto
Amblyopone pluto är en myrart som beskrevs av William H. Gotwald, Jr. och Levieux 1972. Amblyopone pluto ingår i släktet Amblyopone och familjen myror. Inga underarter finns listade i Catalogue of Life.

## Bildgalleri

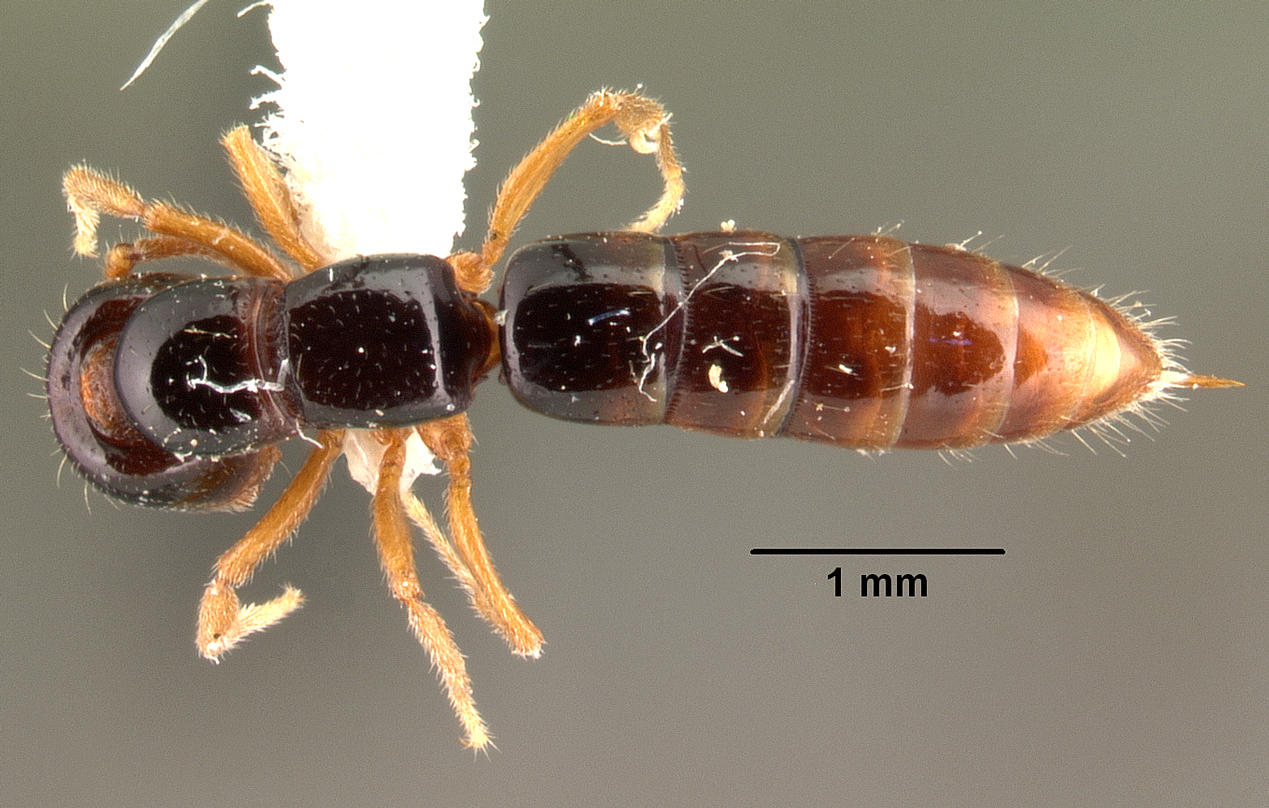
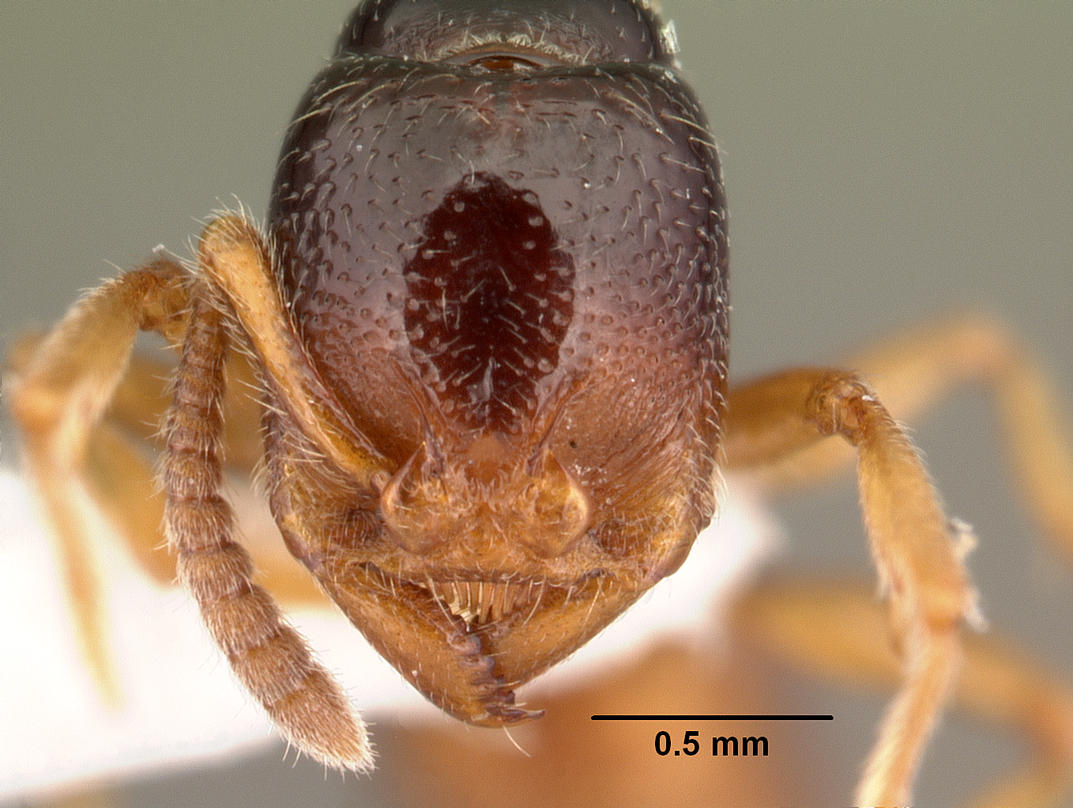
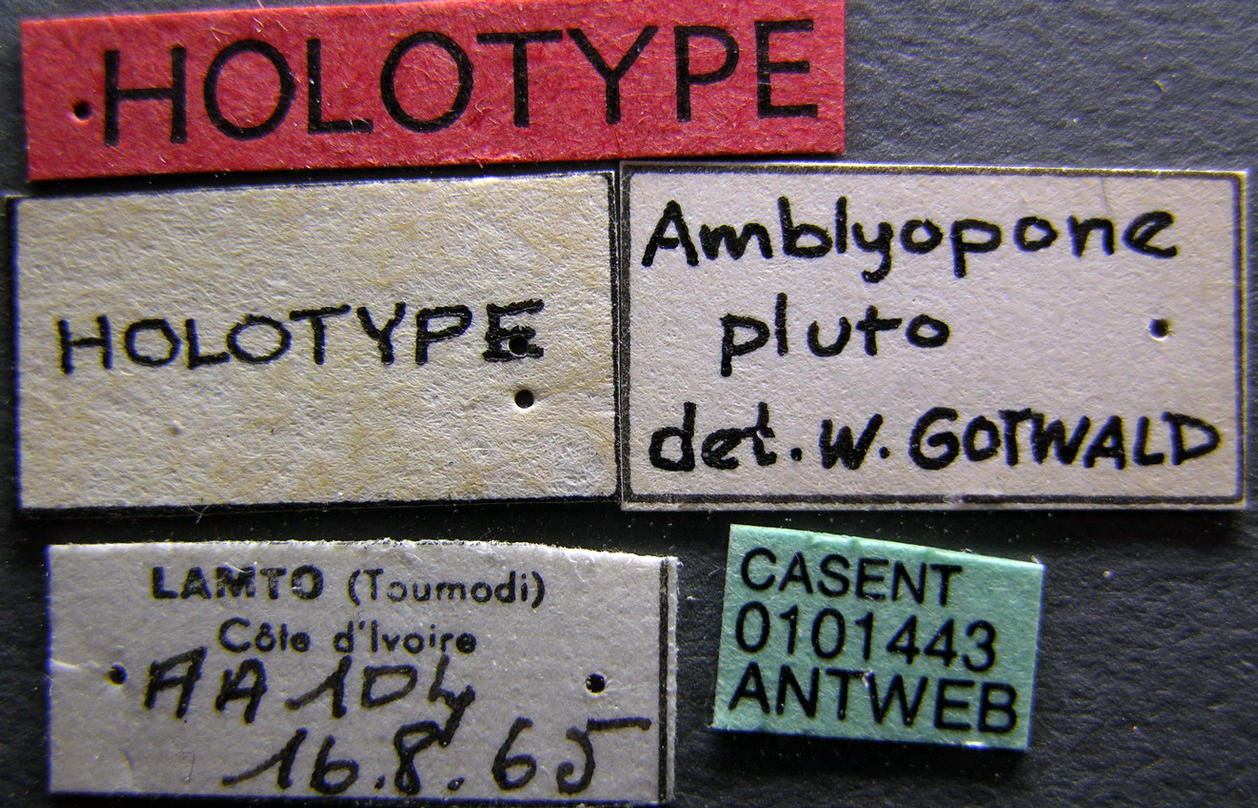
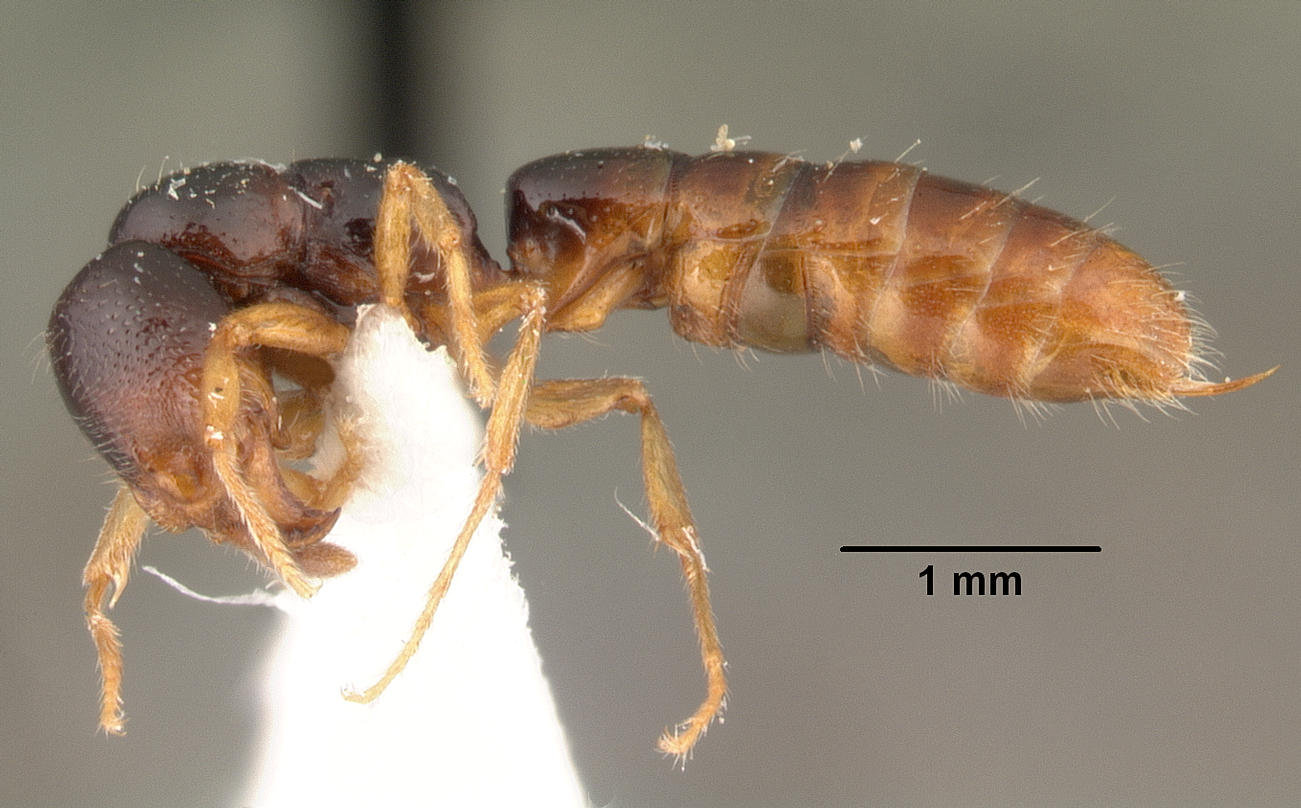
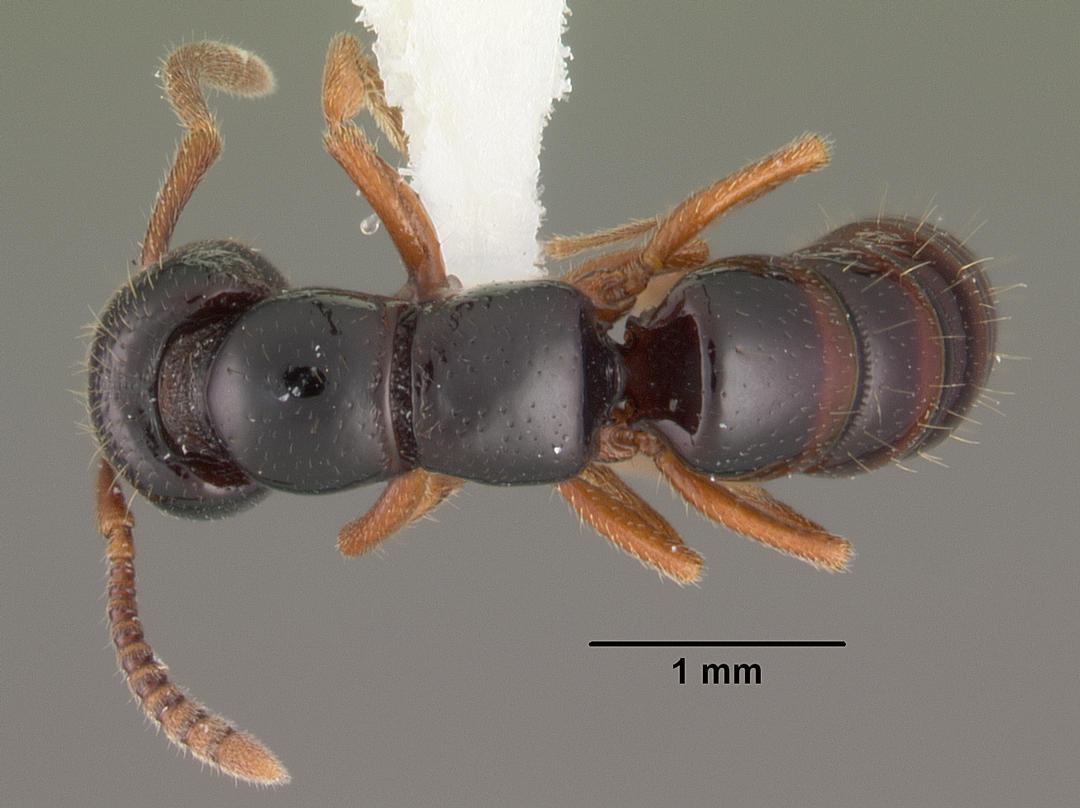
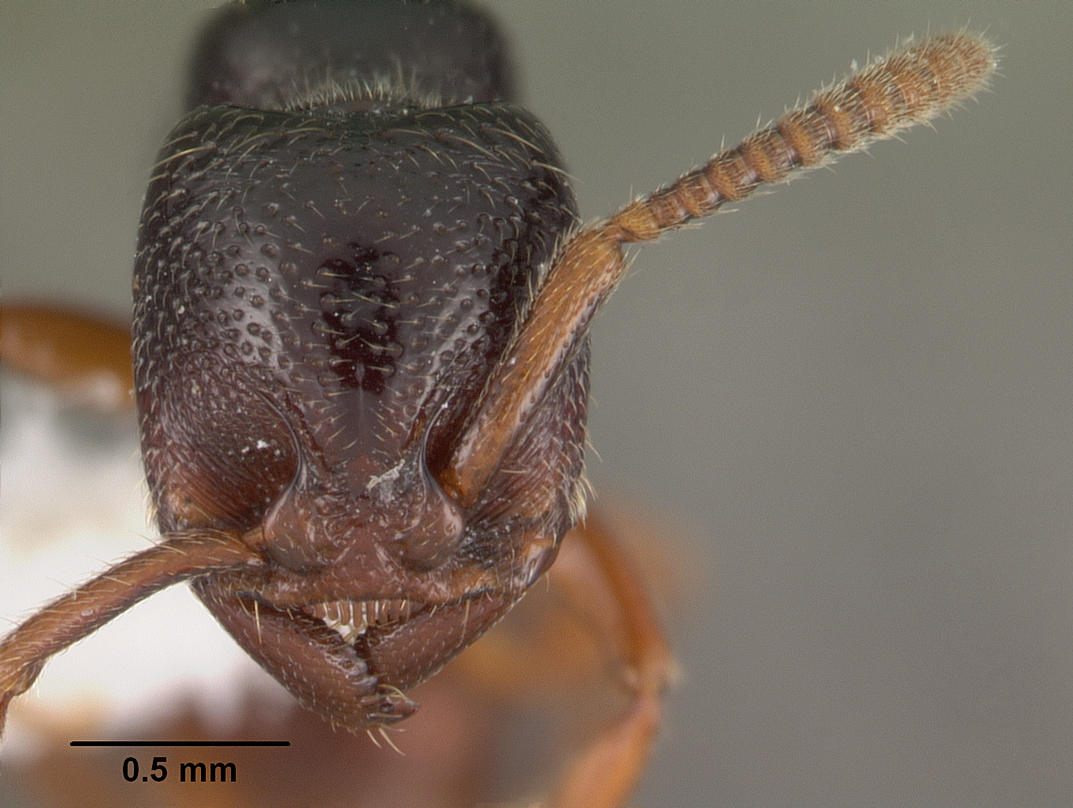